# Mont Bizan
Le mont Bizan (眉山, Bizan) est une colline s'élevant à 290 m d'altitude à Tokushima dans la préfecture du même nom.
L'officier de marine, consul et écrivain portugais Wenceslau de Moraes est décédé dans sa villa située au pied de la colline.

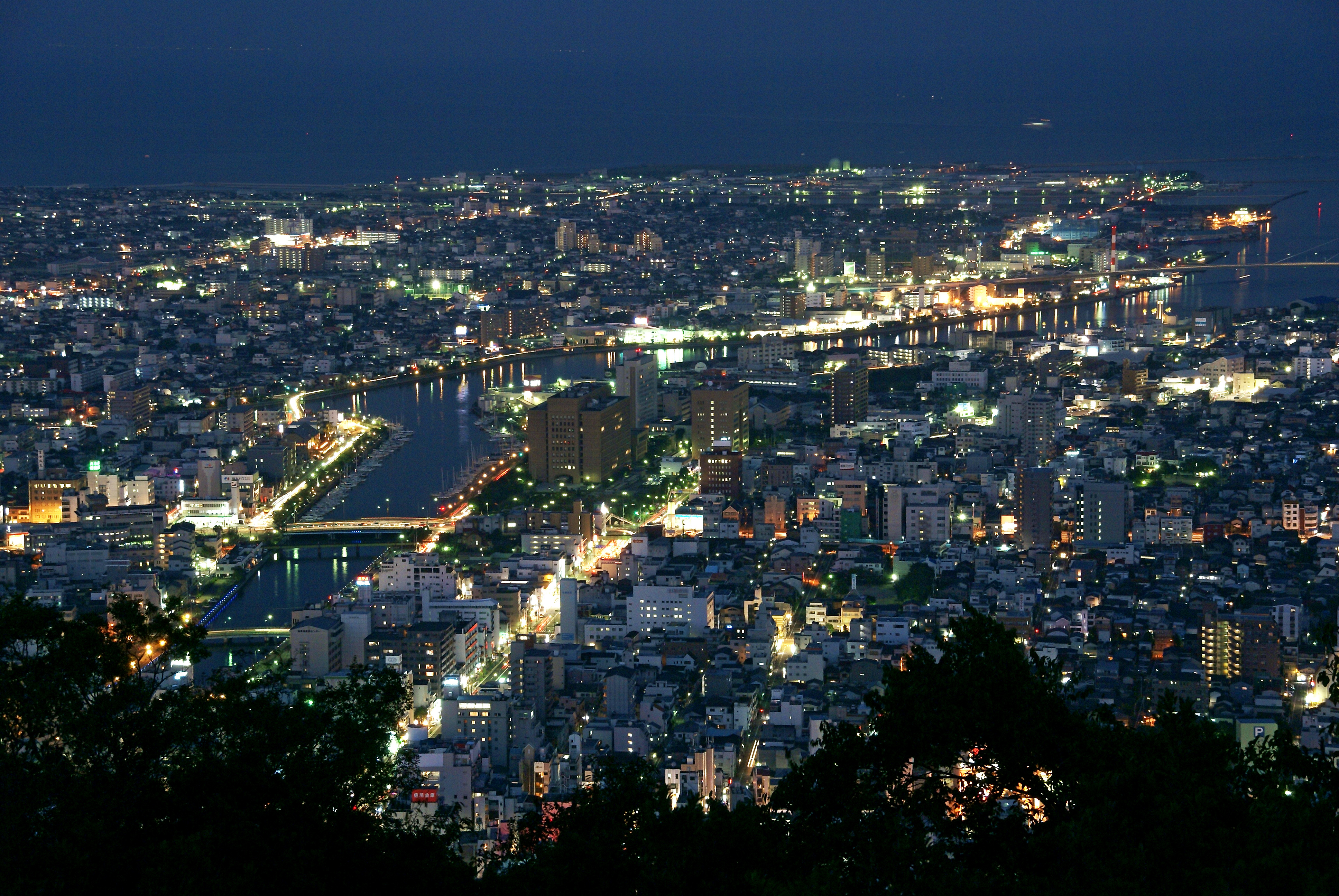
Vue nocturne de la ville de Tokushima depuis le sommet du mont Bizan.